# Руновщина (Полтавская область)
Руновщина (укр. Рунівщина) — село,
Руновщинский сельский совет,
Полтавский район,
Полтавская область,
Украина.
Код КОАТУУ — 5324084601. Население по переписи 2001 года составляло 791 человек.
Является административным центром Руновщинского сельского совета, в который, кроме того, входят сёла
Гаврилки,
Глобы,
Карнаухи,
Петрашёвка,
Сягайлы и
Фисуны.

## Географическое положение
Село Руновщина находится на правом берегу реки Свинковка,
выше по течению на расстоянии в 2,5 км расположено село Петрашёвка,
ниже по течению на расстоянии в 3 км расположено село Березовка,
на противоположном берегу — село Божковское.
Рядом проходит автомобильная дорога Т-1707.

## История
- 1925 год — село Руновщина — центр Руновщинского района Полтавского округа[2].
- 1931 год — Руновщинский район упразднён[3].

## Экономика
- Агрообъединение «Заря».

## Объекты социальной сферы
- Школа.
- Дом культуры.

## Известные люди
- Капашин Валерий Петрович (1950) — генерал-полковник, доктор технических наук, профессор по специальности, Лауреат Премии Правительства Российской Федерации в области науки и техники за 2007 год, действительный член-корреспондент Всемирной академии наук комплексной безопасности, действительный член-корреспондент Российской академии естественных наук, член-корреспондент Российской инженерной академии, «Почетный работник отрасли боеприпасов и спецхимии» — 2004 год, «Почетный химик» — 2005 год, «Почетный работник науки и техники» — 2006 год, «Заслуженный строитель Удмуртской республики» — 2004 год, «Отличник здравоохранения» — 2005 год, «Почетный гражданин Почепского района Брянской области» — 2009 год.